# Championnat de La Réunion de football 2020
Navigation
R1 2019 R1 2021
Le championnat de La Réunion de football 2020 ou championnat de Régionale 1 Réunion est la 71e édition de la compétition.

## Changements
Contrairement aux autres années, le championnat ne reprend pas en mars 2020 mais en juillet 2020 en raison de la pandémie de Covid-19 et du confinement mis en place à La Réunion. Cependant, après la 5e journée, les matchs sont à nouveau stoppés, plusieurs maires ayant pris la décision de fermer les stades. Ces décisions sont suivies d'un arrêté préfectoral. Cet arrêté prend fin le 31 octobre 2020 mais précise que les matchs doivent se jouer à huis clos. Ainsi, le championnat reprend le 4 novembre et certaines journées se jouent exceptionnellement en semaine pour rattraper une partie du retard mais aussi pour permettre la tenue des matchs de la Coupe régionale de France, de la Coupe de France et de la Coupe de La Réunion. Enfin, à la suite du retard pris en raison de la crise sanitaire, le championnat ne compte que 13 journées jouées en match unique et aucune équipe n'est reléguée en Régionale 2.

### Promus
- AS Bretagne
- ACF Piton Saint-Leu

### Relégués de l'édition précédente
- SS Saint-Louisienne
- AS Sainte-Suzanne

## Les clubs de l'édition 2020
| \| US Sainte-Marienne Capricorne Excelsior Jeanne d'Arc AS Bretagne AF Saint-Louis SDEFA Saint-Denis FC ACF Piton Saint-Leu AS Marsouins Tamponnaise Trois-Bassins FC JSSP St-Pauloise \| Localisation des clubs engagés dans le championnat. |
| US Sainte-Marienne Capricorne Excelsior Jeanne d'Arc AS Bretagne AF Saint-Louis SDEFA Saint-Denis FC ACF Piton Saint-Leu AS Marsouins Tamponnaise Trois-Bassins FC JSSP St-Pauloise                                                           |

| Équipe              | Ville             | Stade                            | Capacité | Classement 2018           |
| ------------------- | ----------------- | -------------------------------- | -------- | ------------------------- |
| JS saint-pierroise  | Saint-Pierre      | Stade Michel Volnay              | 8 010    | 1er                       |
| US Sainte-Marienne  | Sainte-Marie      | Stade Duparc                     | 1 300    | 2e                        |
| Saint-Denis FC      | Saint-Denis       | Stade Jean-Ivoula                | 12 500   | 3e                        |
| AS Excelsior        | Saint-Joseph      | Stade Raphaël Babet              | 1 200    | 4e                        |
| La Tamponnaise      | Le Tampon         | Stade Klébert Picard             | 4 000    | 5e                        |
| SS Jeanne d'Arc     | Le Port           | Stade Lambrakis                  | 1 058    | 6e                        |
| Trois-Bassins FC    | Les Trois-Bassins | Stade Serge Saint-Alme           | NC       | 7e                        |
| AS Capricorne       | Saint-Pierre      | Stade Joffre Labenne             | 300      | 8e                        |
| Saint-Pauloise FC   | Saint-Paul        | Stade Paul-Julius-Bénard         | 8 000    | 9e                        |
| AF Saint-Louisien   | Saint-Louis       | Stade Théophile Hoarau           | 2 500    | 10e                       |
| Saint-Denis EFA     | Saint-Denis       | Stade de la Redoute              | 2 500    | 11e                       |
| AS Les Marsouins    | Saint-Leu         | Stade municipal Christol Marivan | 700      | 12e                       |
| AS Bretagne         | Saint-Denis       | Stade Jean-Ivoula                | 12 500   | 1er (Régionale 2 Poule A) |
| ACF Piton Saint-Leu | Saint-Leu         | Stade municipal Christol Marivan | 700      | 1er (Régionale 2 Poule B) |

## Compétition

### Classement
| Rang | Équipe                | Pts | J  | G | N | P  | Bp | Bc | Diff |
| ---- | --------------------- | --- | -- | - | - | -- | -- | -- | ---- |
| 1    | AS Excelsior          | 40  | 12 | 9 | 1 | 2  | 29 | 7  | +22  |
| 2    | Saint-Denis FC        | 40  | 13 | 8 | 3 | 2  | 32 | 16 | +16  |
| 3    | JS Saint-Pierroise T  | 37  | 12 | 7 | 4 | 1  | 18 | 5  | +13  |
| 4    | SS Jeanne d'Arc       | 36  | 13 | 6 | 5 | 2  | 21 | 12 | +9   |
| 5    | US Sainte-Marienne    | 36  | 13 | 7 | 2 | 4  | 17 | 20 | -3   |
| 6    | AS Capricorne         | 33  | 13 | 6 | 2 | 5  | 14 | 11 | +3   |
| 7    | Trois-Bassins FC      | 33  | 13 | 6 | 2 | 5  | 15 | 14 | +1   |
| 8    | La Tamponnaise        | 30  | 13 | 3 | 8 | 2  | 14 | 10 | +4   |
| 9    | AS Bretagne P         | 29  | 13 | 5 | 1 | 7  | 10 | 17 | -7   |
| 10   | AF Saint-Louis        | 27  | 13 | 4 | 2 | 7  | 11 | 20 | -9   |
| 11   | AS Marsouins          | 27  | 13 | 4 | 2 | 7  | 13 | 18 | -5   |
| 12   | ACF Piton Saint-Leu P | 22  | 13 | 2 | 3 | 8  | 7  | 16 | -9   |
| 13   | SDEFA                 | 20  | 13 | 1 | 4 | 8  | 2  | 16 | -14  |
| 14   | Saint-Pauloise FC     | 20  | 13 | 2 | 1 | 10 | 8  | 29 | -21  |

|  | Champion de La Réunion et qualification pour la Ligue des champions de la CAF 2021-2022 |
|  | Qualification pour la Coupe de la confédération 2021-2022                               |
|  | Barrage de relégation                                                                   |
|  | Relégation en 2e division                                                               |

 (T) Tenant du titre
 (P) Promu

### Matchs
| Résultats (▼dom., ►ext.)                                   | ACF Piton Saint-Leu (ACFPSL) | AFSL | ASB | ASE | ASM | JEA | JSSP | SDEFA | SDFC | SPFC | SSC | TAM | TBFC | USSM |
| ACF Piton Saint-Leu                                        |                              | J8   | 2-1 | J13 | J19 | J24 | J15  | J17   | J26  | 0-0  | J10 | 1-0 | J21  | J23  |
| AF Saint-Louis                                             | J20                          |      | J19 | 2-1 | J26 | J22 | J17  | J13   | J11  | J15  | J9  | J24 | 3-1  | 1-0  |
| AS Bretagne                                                | J18                          | J7   |     | J22 | 2-0 | J20 | J26  | J24   | J9   | J13  | 2-0 | J11 | 0-1  | J16  |
| AS Excelsior                                               | J25                          | J14  | J10 |     | 1-0 | 1-3 | J21  | 0-3   | 2-2  | J19  | J12 | J17 | J23  | J8   |
| AS Marsouins                                               | J7                           | 2-1  | J14 | J18 |     | 0-0 | J11  | J9    | J20  | J12  | J16 | J22 | J25  | 3-2  |
| Jeanne d'Arc                                               | J12                          | J10  | J8  | J26 | J17 |     | 2-2  | 0-1   | J13  | 1-5  | J23 | J15 | J19  | J21  |
| JS Saint-Pierroise                                         | 0-1                          | 2-1  | 0-1 | J9  | J23 | J16 |      | J20   | J18  | J10  | J25 | J7  | J14  | J12  |
| SDEFA                                                      | 0-0                          | J25  | J12 | J16 | J21 | J14 | J8   |       | 5-0  | J23  | 1-0 | J18 | J10  | 1-0  |
| Saint-Denis FC                                             | 0-1                          | J23  | J21 | J15 | J8  | J25 | 3-0  | J19   |      | J17  | J14 | 3-3 | J12  | J10  |
| Saint-Pauloise FC                                          | J16                          | 1-0  | J25 | J7  | J24 | J18 | J22  | J11   | 1-0  |      | J20 | J9  | 1-0  | J14  |
| SS Capricorne                                              | J22                          | J21  | J17 | J24 | 1-2 | J11 | J13  | J15   | 3-2  | J8   |     | J26 | 0-1  | J19  |
| La Tamponnaise                                             | J14                          | J12  | J23 | 0-1 | J10 | 1-1 | J19  | 0-0   | J16  | J21  | 0-0 |     | J8   | J25  |
| Trois-Bassins FC                                           | J9                           | J16  | J15 | J11 | J13 | J7  | 0-0  | J22   | J24  | J26  | J18 | J20 |      | 2-0  |
| US Sainte-Marienne                                         | J11                          | J18  | 0-1 | J20 | J15 | J9  | J24  | J26   | J22  | 0-3  | J7  | J13 | J17  |      |
| - Victoire à domicile - Match nul - Victoire à l'extérieur |                              |      |     |     |     |     |      |       |      |      |     |     |      |      |

#### Barrage de relégation
Le match de barrage de relégation se joue entre le douzième de Régionale 1 et le vainqueur du match seconds sommets Régionale 2. Le vainqueur de ce barrage obtient une place pour le championnat de Régionale 1 2021 tandis que le perdant va en Régionale 2.
| Match barrage R1/R2 |  | Annulé |  |  |  |
|                     |  |        |  |  |  |